# Kitzelsee
Der Kitzelsee ist ein natürlicher See mit Verlandungs- und Moorbereich im Landkreis Ebersberg.  
Er liegt ganz im Süden des Gemeindegebiets von Moosach fast an der Gemeindegrenze zum Markt Glonn, rund 800 Meter südlich des Steinsees.
Der See ist Teil des seit 1982 bestehenden Landschaftsschutzgebietes LSG-00337.01. Der See entwässert in einen Zufluss zur Moosach. Er ist bis zu 3,50 Meter tief.
Erstmals schriftlich genannt wird der See im Jahr 1431 als Lüczelsee. Das mittelhochdeutsche Wort lützel bedeutet 'klein' (vgl. englisch little).